# Bianco
Bianco község (comune) Calabria régiójában, Reggio Calabria megyében.

## Fekvése
A kisváros a Jón-tenger partján fekszik, Locritól nyugatra. Határai: Africo, Caraffa del Bianco, Casignana és Ferruzzano.

## Története
Első említése a 10. századból származik, amikor a biancói báróság központja volt. A következő századok során befolyásos nápolyi nemesi családok birtokolták (Caraffa, Roccella). Korabeli épületeinek nagy része az 1783-as calabriai földrengésben elpusztult. A 19. században nyerte el önállóságát, amikor a Nápolyi Királyságban felszámolták a feudalizmust.

## Népessége
A népesség számának alakulása:

## Főbb látnivalói
- Santa Maria di Pugliano-templom
- Santa Maria del Soccorso-templom
- Santa Maria degli Angeli-templom
- San Leonardo-templom